# Lien Deyers
Lien Deyers, pseudoniem van Nicolina Dijjers Spanier, (Amsterdam, 5 november 1909 – 1965?) was een Nederlandse filmactrice, die in de Duitse filmindustrie werkte. Ze was de eerste Nederlandse filmactrice met enige sterrenstatus in het buitenland.

## Achternaam
Lien Deyers werd in Amsterdam geboren als Nicolina Spanier, dochter van de pianoleraar Nathan Spanier en Johanna Liefjes. Zij had een halfbroer, Andries Liefjes (1906-1960), een kind uit een eerdere relatie van haar moeder. In 1931 zou Deyers haar naam officieel veranderen in Dijjers Spanier. In interviews zou zij nooit uitweiden over Spanier of Liefjes.
Lien Deyers strooide met namen, datums en feiten; in een Amerikaanse huwelijksakte gaf zij als naam van haar vader de naam Bertus Spanier op en als geboortejaar 1910. Ook zei zij enkele malen geboren te zijn in 1911. Zij koos het pseudoniem Deyers, omdat Dijjers in de Duitstalige landen nog al eens verkeerd werd gespeld en uitgesproken. Men schreef haar achternaam op verschillende manieren. Zo heette het hotel aan het Haagse Buitenhof Hotel B. Dyjers. De Nederlandse pers gebruikte veelvuldig de naam Deijers. In de Duitstalige pers verscheen zo nu en dan Dyers en ook in officiële Amerikaanse stukken zou die spelling opduiken. In de Haagse Beeldbank is zij te vinden onder de naam Dijjers Liefjes.

## Begin carrière
Deyers' kinderjaren moeten niet makkelijk geweest zijn. Haar halfbroer André verbleef in rooms-katholieke kindertehuizen, een teken dat moeder Liefjes niet voor hem kon zorgen. Ten tijde van Liens geboorte woonde haar moeder in de Reguliersbreestraat. Na haar huwelijk in 1910 met de ruim dertig jaar oudere Nathan Spanier betrok het gezin om de paar maanden een andere woning in het centrum van Amsterdam. Al op vijfjarige leeftijd werd Lien gescout door de Amsterdamse filmproducent en theaterexploitant David Sluizer, maar het kwam niet tot een filmavontuur. Na de dood van Spanier in 1916 kreeg Liens moeder een relatie met Bert Dijjers, chef-kok en bedrijfsleider in het bekende restaurant Louis XVI aan het Rembrandtplein. Zij trok bij hem in maar zij waren niet getrouwd toen zij in de zomer van 1920 overleed. Dijjers ontfermde zich over beide kinderen. Rond 1921 trouwde hij, inmiddels eigenaar van een groot hotel in Den Haag, met de Oostenrijkse Elsa Salzmann . Onder het pseudoniem Lotte Erol was zij actrice geweest in het Düsseldorfer Schauspielhaus en later in het huisgezelschap van het befaamde Burgtheater in Wenen. In de jaren 1914-1918 speelde zij mee in 12 Duitse (zwijgende) films. Zo speelde zij in 1915 naast de grote  Adele Sandrock de hoofdrol in Die Beichte einer Verurteilten. Zij leerde Dijjers kennen toen zij in Amsterdam optrad als voordrachtskunstenares. In 1922 stond zij op de planken in het Haagse Diligentia met onder andere Lola Cornero en Louis Davids. In 1923 verhuisde het gezin Dijjers naar Wenen en sindsdien pendelde Lien tussen Den Haag, Wenen en later Lausanne, waar zij in een meisjesinternaat zat. Erol introduceerde Lien in het Weense kunstenaarsmilieu en gaf haar ook acteerlessen. In augustus 1926 organiseerde het Oostenrijkse filmtijdschrift Mein Film een zoektocht naar nieuwe jonge actrices en ook Lien stuurde haar foto in. Met twintig andere jonge vrouwen werd zij in maart 1927 uitgenodigd voor een screentest door regisseur Hans Otto. Deyers werd (met donker haar) door Mein film als beste gekozen en reeds kort daarna, tijdens een handtekeningensessie in het redactielokaal, voorgesteld aan de Oostenrijkse regisseur Fritz Lang, die net een blondine zocht voor zijn nieuwe film Spione (geschreven door zijn echtgenote Thea von Harbou) en haar naar Berlijn liet komen voor een screentest. Zij kreeg inderdaad een kleine maar pikante rol als verleidster in Spione. 
Fritz Lang liet haar een zesjarig contract tekenen en bracht haar onder bij filmstudio UFA in Berlijn. Spoedig bleek dit een wurgcontract te zijn en Deyers vroeg de rechter in Berlijn om ontbinding. In november 1928 won zij haar proces, dat door honderden Berlijnse acteurs (evenzeer uitgebuit) met argusogen was gevolgd. De uitspraak zette de Duitse filmwereld op zijn kop. Lang dwong in hoger beroep echter wel een forse afkoopsom af, die zij in termijnen mocht voldoen. Tussen Deyers en de dictatoriale Lang, die zich al tijdens de opnamen van Spione aan haar ergerde, zou het niet meer goed komen. Deyers was in goed gezelschap; Marlene Dietrich zou voor Lang later de bijnaam Sadist Inc. verzinnen.

## Een wereldster in Duitsland
Lien Deyers maakte snel carrière; in acht jaar tijd speelde zij (met blond haar) in negen stomme films en 24 geluidsfilms, voornamelijk in het lichte genre. Meestal speelde zij het schattige meisje dat uiteindelijk het liefje wordt van de hoofdrolspeler. Zij werd in Duitsland geadoreerd door schoolmeisjes en haar schattigheid leverde haar de bijnaam Seelchen (Duits voor teer zieltje, breekbaar poppetje; de bijnaam van haar karakter in Die Heilige und ihr Narr) op. Zij had geen formele acteeropleiding gevolgd en moest het hebben van praktijkervaring. Zij stak veel op van acteur William Dieterle en zijn vrouw, de actrice Charlotte Hagenbruch, die zich aan het begin van haar carrière over haar ontfermden en bij wie zij ook een tijdje in huis woonde. In Frankrijk zou zij in de belangwekkende film Le Capitaine Fracasse meespelen. In Nederland was zij vanaf haar debuut in Spione een grote ster. De Nederlandse pers schreef meer over haar dan over Truus van Aalten of Jetta Goudal, twee andere Nederlandse actrices met een carrière in het buitenland. Wanneer zij weer eens per trein naar Den Haag kwam, werd haar aankomsttijd in de kranten gemeld. Bij publieke optredens werd zij door grote menigten opgewacht, evenals bij hotel Dyjers aan het Haagse Buitenhof, het huidige Corona, waar zij nogal eens in het wild te bewonderen was. Toch zou zij nooit in een Nederlandse film meespelen. In een interview met Simon Koster in Het Vaderland noemde zij Lillian Gish en Colleen Moore als grote voorbeelden. Begin jaren 30 was er ook enige belangstelling uit Hollywood, maar die werd nooit concreet. Enerzijds hield vader Dyjers dit tegen, anderzijds waren er verplichtingen tegenover de UFA. Ook in Duitsland en Oostenrijk werd zij een ster. Haar beeltenis verscheen veelvuldig in de door sigarettenmerken uitgebrachte series fotokaarten. Zij woonde een tijdlang in jachtslot Stern in een park in Potsdam. In haar eerste geluidsfilms had zij nog een sterk Nederlands accent maar vanaf Die verliebte Firma (1932) is dat grotendeels verdwenen. Zij verloofde zich in 1932 met de Duitse (maar in Chicago geboren) regisseur en producer Alfred Zeisler (1897-1985), die sinds 1924 in Duitsland werkzaam was. Zij had hem een jaar eerder leren kennen als regisseur van de film Sein Scheidungsgrund, waarin zij de hoofdrol speelde. Het huwelijk werd voltrokken in Amsterdam op 16 augustus 1934 en het haalde de kranten en het bioscoopjournaal. Samen betrokken zij Zeisler's villa in Neubabelsberg bij Potsdam, een voorstad van Berlijn, destijds het Beverly Hills van Duitsland. Door het huwelijk kreeg zij de Duitse nationaliteit.
Een toneelcarrière kwam niet van de grond. In 1932 stond zij met de grote Hermann Thimig eenmalig op de planken in de operette Glück im Haus, hoewel zij geen goede zangstem had. Deyers' carrière werd slachtoffer van de nieuwe wetgeving in nazi-Duitsland: om zeker te zijn van rollen moesten acteurs de Duitse nationaliteit hebben en zich laten registreren bij de Reichsfilmkammer (RFK). Door de Ufa, inmiddels onder leiding van Adolf Hitler's propagandaminister Joseph Goebbels, werd zij bovendien nog slechts gecast voor typisch arische filmrollen, zoals het voorbeeldige blonde vrouwtje in Gold (1934). De nazi's waren niet bij de Ufa weg te slaan; gloedvolle speeches tijdens de nieuwjaarsreceptie van het Ufa-personeel werden toegejuicht met een hartstochtelijke Hitlergroet en in de filmtijdschriften stond te lezen dat ook Deyers daarbij aanwezig was. Omdat zij half Joods was (vader Spanier was Joods) en dus niet in aanmerking kwam voor de door de RFK gevraagde niet-ariërverklaring, droogden de filmopdrachten in 1935 op. Ook Zeisler was van Joodse afkomst en toen de nazi's dreigden hem te arresteren ontvluchtten zij Duitsland datzelfde jaar halsoverkop. Hun villa werd onteigend en in gebruik genomen door nazi-icoon en filmster Marika Rökk. Zeisler vestigde zich in Groot-Brittannië en regisseerde daar drie quota quickies waaronder in 1936 Cary Grant in The Amazing Quest of Ernest Bliss (bekender onder de naam The Amazing Adventure). Lien Deyers  verbleef ook regelmatig in Den Haag bij haar stiefvader die enige jaren eerder gescheiden was van Lotte Erol.  Lien accepteerde in mei 1937 een hoofdrol in de Nederlands-Italiaanse productie De drie wensen, waarmee ze haar eerste Nederlandstalige rol zou gaan spelen. De productie werd echter geplaagd door moeilijkheden. Ze reisde af naar Cinecittà te Rome maar na twee maanden wachten zonder te filmen was ze in juli weer terug in Den Haag, waar ze Wilhelm Dieterle, die inmiddels in Hollywood successen behaalde, de Nederlandse bezienswaardigheden liet zien. Haar rol in De drie wensen zou uiteindelijk gespeeld worden door Annie van Duyn. In 1938 volgde Deyers haar man naar Londen. Ze kreeg daar echter geen rollen aangeboden en bovendien hing een echtscheiding in de lucht.

## Roemloos einde in Amerika
In 1939 vertrok zij naar de Verenigde Staten waar William Dieterle zich weer over haar ontfermde en in de filmscène probeerde te introduceren. Hij betaalde taalonderricht en danslessen voor haar. In 1940 stond zij geregistreerd als 'gescheiden' en woonde zij op zichzelf op 205 El Camino Drive in Beverly Hills. Deyers, die ondertussen als zeer labiel bekendstond, vond ook in Hollywood geen werk. Het krioelde er van uitgeweken Duitse acteurs die allemaal loerden op de schaarse rollen voor acteurs met een accent. En waarschijnlijk waren de studiobazen haar rechtszaak tegen Fritz Lang nog niet vergeten. Zij bleef financieel leunen op het echtpaar Dieterle en vooral ook de Oostenrijks-Amerikaanse filmproducent en impresario Paul Köhner. Dit was een oude bekende; hij produceerde in 1929 Lien's zevende film Frühlingsrauschen. Zijn European Film Fund zamelde fondsen in voor gevluchte acteurs met geldproblemen. Toch kreeg zij voet aan de grond in Hollywood: in december 1940 trouwde zij met ex-gangster en filmimpresario Frank Orsatti. Hij kreeg haar op de shortlist voor een rol in So Ends Our Night, een verfilming van Erich Maria Remarques roman Flotsam maar zij kreeg de rol niet. Hun echtscheiding in augustus 1942 haalde de landelijke kranten en leverde haar een genereuze alimentatie op van 125 dollar per week, vergelijkbaar met 1200 euro vandaag de dag. Vervolgens trouwde zij in 1944 met haar inmiddels gescheiden ex-buurman van de El Camino Drive, de bonthandelaar Victor Rubin. Het huwelijk strandde eind 1948 en de scheiding haalde vanwege de banale reden eveneens de pers; volgens de berichten beschuldigde Rubin haar van geldverkwistend gedrag, nadat zij op de markt zes in plaats van de gevraagde drie appels had gekocht. De scheiding leverde haar opnieuw alimentatie op. Op 28 oktober 1949 kreeg zij de Amerikaanse nationaliteit. In januari 1951 trouwde zij met Lawrence Adlon, kleinzoon van de Berlijnse hotelmagnaat en verhuisde naar Las Vegas.
Gaandeweg was zij verslaafd geraakt aan alcohol. Vanwege openbare dronkenschap en vandalisme heeft zij meerdere keren vastgezeten. In 1941 trouwde haar stiefvader opnieuw, nu met een Duitse danseres, met wie hij een zoon kreeg en vervolgens naar Overijssel verhuisde. Wim Sonneveld ontmoette Lien in 1957 in Hollywood tijdens de opnamen van Silk Stockings en schrok ervan, hoezeer ze afgetakeld was. Daarna zijn er nog slechts schaarse levenstekenen van Deyers: arrestaties, bedelbrieven aan kennissen in Hollywood en een verblijf in een gevangenis in Las Vegas in 1964. 
Een briefkaart uit 1982, gericht aan Heinz Rühmann en ondertekend met L. Dyers-Wallburg, kan echter niet aan Lien Deyers worden toegeschreven. De kaart kwam van Charlotte Ahnert, de weduwe van Lien's stiefvader Dijjers. Zij was eerder getrouwd geweest met Otto Walburg, acteur en ooit tegenspeler van Rühmann in Bomben auf Monte Carlo (1931).
De Nederlandse schrijver Simon Carmiggelt (1913-1987) vernam in 1983 van de directeur van Hotel Corona dat Lien Deyers nog in leven was en in Wassenaar zou wonen. Hij meldde dit in een brief aan Renate Rubinstein. Liens verblijf in Wassenaar is nergens bevestigd.
Alfred Zeisler verklaarde in de jaren '80 in een interview dat zij vermoedelijk rond 1965 in de Verenigde Staten is overleden.

## Filmografie
- 1928: Spione, zonder geluid; thriller, regie Fritz Lang, met Rudolf Klein-Rogge, bijrol Lien Deyers als Kitty
- 1928: Haus Nummer 17, zonder geluid; krimi van Géza von Bolváry,  hoofdrol Deyers als Elsie Ackroyd
- 1928: Die Heilige und ihr Narr, zonder geluid; boekverfilming, komedie, hoofdrol Deyers als Rosemarie von Brauneck
- 1928-1929:[44] Rund um die Liebe, compilatiefilm met Deyers in filmfragmenten
- 1929: Das Donkosakenlied, oorspronkelijk zonder geluid, later met toegevoegde Kozakken-koorzang;  operetteverfilming, hoofdrol Deyers als Natascha
- 1929: Ich lebe für dich, zonder geluid; Romantisch drama van en met Wilhelm Dieterle, hoofdrol Deyers als Nicoline
- 1929: Frühlingsrauschen, zonder geluid; Nederlandse titel Lentestormen, romantisch drama van en met Wilhelm Dieterle, hoofdrol Deyers als Viola
- 1929: Le Capitaine Fracasse, zonder geluid; historisch drama, hoofdrol Deyers als Isabelle
- 1930: Gehetzte Mädchen, zonder geluid; regie Erich Schönfelder
- 1930: Der Nächste, bitte, zonder geluid; komedie van Erich Schönfelder, bijrol Deyers als Minchen Bangigkeit
- 1930: Rosenmontag, drama van Hans Steinhoff, hoofdrol Deyers als Traute Reimann, film wordt als verloren beschouwd
- 1930: Der Hampelmann, muzikale komedie van E.W. Emo, hoofdrol Deyers als Lissy naast Szöke Szakall
- 1930: Das alte Lied, romantisch drama van Erich Waschneck, hoofdrol Deyers als Annerl Haslinger naast Lil Dagover, film wordt als verloren beschouwd
- 1931: Die Männer um Lucie, komedie, Nederlandse titel Het meisje van Montparnasse, bijrol Deyers als Daisy naast Liane Haid, Duitstalige remake van de Paramount-film Laughter (1930), film wordt als verloren beschouwd
- 1931: Der Mann, der seinen Mörder sucht, zwarte komedie van Robert Siodmak met hoofdrol Deyers als Kitty naast Heinz Rühmann, film gedeeltelijk bewaard gebleven
- 1931: Sein Scheidungsgrund, komedie van Alfred Zeisler, hoofdrol Deyers als Liane Roland
- 1931: Der Herzog von Reichstadt, historisch drama, hoofdrol Deyers als Maria Louise
- 1932: Durchlaucht amüsiert sich, komedie met hoofdrol Deyers als Maria
- 1932: Hasenklein kann nichts dafür, Komedie van Max Neufeld met hoofdrol Deyers als das Mädchen Hasenklein
- 1932: Melodie der Liebe, muzikaal drama  met bijrol Deyers naast Richard Tauber
- 1932: Die verliebte Firma, komedie van Max Ophuls met hoofdrol Deyers als postbode Gretl Krummbichler
- 1933: Ist mein Mann nicht fabelhaft?, komedie van Georg Jacoby met hoofdrol Deyers naast Georg Alexander
- 1933: Lachende Erben, komedie met hoofdrol Deyers als Gina naast Heinz Rühmann
- 1933: Die vom Niederrhein, drama met hoofdrol Deyers als Hanne Stahl
- 1933: Die Fahrt ins Grüne, drama, Nederlandse titel De weg naar het hart, met hoofdrol Deyers als Lotte Krause naast Hermann Thimig
- 1934: Der Doppelbräutigam, komedie met hoofdrol Deyers als Eva
- 1934: Ich sing' mich in dein Herz hinein, musical met bijrol Deyers als Doris
- 1934: Gold, sciencefiction met Hans Albers en Brigitte Helm, bijrol Deyers als Margit Möller
- 1934: Karneval und Liebe, komedie met hoofdrol Deyers als Loretta naast Hermann Thimig
- 1934: Der Vetter aus Dingsda, operetteverfilming met hoofdrol Deyers als Julia de Weert
- 1935: Ein ganzer Kerl, komedie met hoofdrol Deyers als Grete Bolle
- 1935: Ich liebe alle Frauen, muzikale komedie, Nederlandse titel Verliefd, maar op wie?, met hoofdrol Deyers als Susi naast Jan Kiepura en Adele Sandrock
- 1935: Punks kommt aus Amerika, komedie met hoofdrol Deyers als Marlis naast Sybille Schmitz
- 1935: Die selige Exzellenz, komedie met bijrol Deyers als Else

## Kritieken
- Pretty Lien Deyers again shows that although naturally being sweet, she is not too gifted an actress - Variety over "Hasenklein kann nichts dafür"
- Onze ex-landgenoote Lien Deyers (...) het is vermoedelijk te harer eere dat er in de film enkele woorden Hollands gesproken worden en het accent waarmede zij deze uitspreekt toont hoe ver deze ster van onzen vaderlandschen hemel afgedwaald is - De Telegraaf, 13 april 1935, over "Punks kommt aus Amerika"
- Een lusteloos blijspel, hoezeer Deyers en Thimig ook hun best doen - Speelfilm Encyclopedie, vierde editie, 1988, over "Karneval und Liebe"
- Het spel van Attila Hörbiger en Ralph Arthur Roberts doet wat geforceerd aan; de Nederlandse Lien Deyers is bescheidener en beter - VPRO Cinema, 2015, over "Punks kommt aus Amerika"
- Lien Deijers hebben we in geen tijden zo goed gezien -Algemeen Handelsblad, 29 september 1935, over "Ich liebe alle Frauen"
- Lien Deyers heeft een kleine rol en het moet erkend worden, dat zij er iets bijzonder goeds van maakt, er is diepte in haar spel, het is doorvoeld en met veel fijn begrip geboden -Het Vaderland, 13 oktober 1934, over "Gold"
- Ze is geen ster van de eerste grootte, de kleine Lien, en ze vloeit niet over van temperament. Maar lief is ze, frisch, jong, echt. De harten der 'teutsche' Duitsers, die zich zo gaarne met vikingers verwant voelen, kloppen sneller als onze blonde Lien uit het Haagje op het doek verschijnt -Leidsch Dagblad, 10 oktober 1931, over "Sein Scheidungsgrund"
- Lien Deyers vooral zagen we zelden zo goed: ze gaf een uitbeelding van de kleindochter eener waschvrouw, welke door soberheid uitmuntte -Leeuwarder Courant, 28 juli 1934, over "Die vom Niederrhein"
- Lien Deyers, the Dutch actress, whose reputation for charm and ability is well established already with frequenters of the German-language cinemas, came to the screen of the Cosmopolitan yesterday - The New York Times, 20 februari 1932, over "Sein Scheidungsgrund"
- Lien Deyers ist ein "Gretl", um das sich die gesamte Firma mit Recht reißt. Von einer unberührt frischen Natürlichkeit wie noch nie. H. Hirsch in:  Lichtbild-Bühne, Nr. 45, 1932, over "Die verliebte Firma"
- Lien Deyers, als het (eenige) meisje, was aanvankelijk erg vlak en onbeduidend, maar won allengs in kracht. -Het Vaderland, 25 april 1931, over "Der Mann, der seinen Mörder sucht"
- In de film (…) geeft Lien Deyers een spel te aanschouwen, zoo pakkend en aangrijpend dat men er onwillekeurig door beïnvloed wordt. -De Nieuwe Tilburgse Courant, 13 september 1930, over "Ich lebe für dich"
- Zoo lang  filmster Van Aalten zich doodgewoon Truus en filmster Deyers zich simpelweg Lien blijft noemen, zullen ze het nooit ver brengen. -Rotterdamsch Nieuwsblad, 02 oktober 1928
- Als zij voor iets angst heeft, dan is het voor diva allures. Lien Deyers wordt gekenmerkt door haar grooten eenvoud, typisch meisjesachtig... -Het Vaderland, 21 maart 1930
- Lien Deyers, de Hollandsche filmartiste, die ten tijde van de opname dezer film waarschijnlijk nog maar een beginnelingetje was, speelt onhandig een klein rolletje –Het Volk over "Haus Nummer 17"
- In this Teutonic contribution there is a strikingly beautiful German actress named Lien Deyers, who interprets the role of Lissi... -The New York Times, 13 september 1931, over "Der Hampelmann"
- Lien Deyers stört nicht –Herbert Ihering, Berliner Börsen-Courier 6 februari 1932, over "Der Mann, der seinen Mörder sucht"
- Stelt u voor: een als gebeeldhouwd figuurtje, zijig-zacht strooblond haar, een paar gloedvolle expressieve oogen, een gezichtje van ongewone en bijna exotische schoonheid... -Simon Koster, het Vaderland, 18 april 1928, over "Spione"
- Zij was altijd een min of meer saai element in iedere film, doch het schijnt dat de Rijn haar tot leven heeft gewekt, want voor de eerste maal ziet men haar van een levendige en amusante zijde. -De Telegraaf, 10 juni 1933, over "Lachende Erben"